# Nili Latu

a Compétitions nationales et continentales officielles uniquement.

b Matchs officiels uniquement.
Dernière mise à jour le 3 septembre 2021.
'Otenili Latu Langilangi, connu sous le nom de Nili Latu et né le 19 février 1982 à Afa Tongatapu aux Tonga, est un joueur de rugby à XV tongien évoluant aux postes de troisième ligne centre et troisième ligne aile au sein de plusieurs clubs en Nouvelle-Zélande et au Japon, ainsi que pour l'équipe nationale des Tonga et les Pacific Islanders. Il détient les records du nombre de sélections et du nombre de capitanats avec son pays.

## Carrière

### En club
Latu commence sa carrière dans la province de Bay of Plenty en Nouvelle-Zélande à l'occasion du NPC en 2004.
Il joue ensuite son premier match pour les Chiefs en 2005 contre les Sharks avant d'être drafté fin 2006 par les Hurricanes pour pallier les absences de Jerry Collins et Rodney So'oialo lors de la saison 2007.
Il s'engage finalement au Japon au sein des NEC Green Rockets (Top League) en 2007, où il joue jusqu'en 2015.
Peu avant la coupe du monde, il signe un contrat avec les Newcastle Falcons qu'il rejoindra au terme de la compétition.
En 2018, il quitte Newcastle pour retourner jouer en Top League avec le promu Hino Red Dolphins,. Il joue jusqu'en 2021 avec cette équipe.
En août 2021, alors âgé de 39 ans, il retourne jouer en Nouvelle-Zélande avec la province des Counties Manukau en NPC.

### Internationale
Latu est sélectionné pour la première fois avec les Tonga le 4 juin 2006 contre le Japon (victoire 57-16) à l'occasion du tournoi des Pacific Nations. Il enchaîne dans le même tournoi contre les Fidji (victoire 24-23), l'équipe Juniors de Nouvelle-Zélande (défaite 38-10) et lors d'un match amical contre les îles Cook (victoire 77-10). Il est remplaçant lors du dernier match du tournoi contre les Samoa (défaite 36-0) mais devient capitaine lors du deuxième test-match contre les îles Cook, contre qui il inscrit ses premiers points internationaux avec un essai (victoire 90-0). Les Tonga finissent 4e sur 5 de la Pacific Nations.
Il fait partie de l'équipe des Pacific Islanders, une équipe non reconnue par l'IRB comprenant les meilleurs éléments des cinq équipes nationales des Fidji, Samoa, Tonga, îles Cook et Niué, pour la tournée en Europe les voyant affronter le pays de Galles, l'Écosse et l'Irlande, pour autant de défaites.
Nili Talu est sélectionné pour mener comme capitaine son équipe nationale à la coupe du monde 2007. Il devient une pièce importante pour son équipe et se fait connaître pour ses gros placages. Il y affronte l'Angleterre, l'Afrique du Sud, les Samoa et les États-Unis ; avec deux victoires contre ces deux dernières équipes, les Tonga finissent troisième de leur poule, ne se qualifiant pas pour la suite de la compétition mais obtenant une qualification directe pour la coupe du monde suivante, en 2011.
Après 2004 et 2006, l'expérience des Pacific Islanders est renouvelée en 2008 et il affronte en tant que vice-capitaine l'Angleterre, de France et surtout l'Italie, contre qui son équipe obtient la première victoire de son histoire.
En janvier 2009, The Independent l'inclut dans sa liste des 50 meilleurs joueurs du monde.
Pourtant, depuis le 27 juin 2009 et une défaite contre le Japon, Nili Latu n'est plus appelé, au point de manquer la coupe du monde 2011. Des différends économiques entre la fédération et les joueurs ont lieu à la fin de cette année et Nili Latu, capitaine et l'un des joueurs responsables de la grève des joueurs tongiens, en fait les frais et est suspendu jusqu'en 2012,. Le sélectionneur Isitolo Maka avait cependant voulu l'appeler, ce qui a provoqué des tensions au sein de la fédération tongienne avec notamment le départ du président.
Il est donc rappelé en 2012, à l'occasion de la tournée de novembre des Tonga contre les États-Unis et l'Écosse, tous les deux remportés, et redevient capitaine de la sélection jusqu'à la coupe du monde 2015. Nili Latu est alors considéré comme « une référence mondiale au poste de numéro 8 » et le joueur phare de son pays. Mais les Tonga font une mauvaise coupe du monde en perdant, à la surprise générale, le 1er match contre la Géorgie (10-17) puis en encaissant de lourdes défaites contre l'Argentine (45-16) et la Nouvelle-Zélande (47-9), n'obtenant qu'une petite victoire contre la Namibie (35-21). Les Tonga sont éliminés dès la phase de poule et n'obtiennent pas la troisième place, synonyme de qualification directe pour la coupe du monde 2019.

## Palmarès
- néant.

## Records
Il est le recordman de capitanats de l'équipe nationale des Tonga avec 42 capitanats et détient également le record du nombre de sélections avec 48 capes.